# Sebastián Crismanich
Sebastián Eduardo Crismanich (* 30. Oktober 1986 in Corrientes) ist ein argentinischer Taekwondoin. Er startet in der Gewichtsklasse bis 80 Kilogramm.
Crismanich kam mit sieben Jahren zum Taekwondo. Er bestritt seine ersten internationalen Titelkämpfe bei der Weltmeisterschaft 2005 in Madrid, wo er in der Klasse bis 72 Kilogramm erst im Viertelfinale ausschied. In den folgenden Jahren war er vor allem bei Panamerikameisterschaften erfolgreich. 2006 gewann er in Buenos Aires in der Klasse bis 72 Kilogramm erstmals den Titel, 2008 wiederholte er den Triumph in der Klasse bis 78 Kilogramm. Seinen sportlich bislang größten Erfolg feierte Crismanich bei den Panamerikanischen Spielen 2011 in Guadalajara. Er gewann in der Klasse bis 80 Kilogramm mit einem Finalsieg über Carlos Vázquez die Goldmedaille.
Beim panamerikanischen Olympiaqualifikationsturnier in Santiago de Querétaro erreichte Crismanich in der Klasse bis 80 Kilogramm das Finale gegen Steven Lopez und sicherte sich die Teilnahme an den Olympischen Spielen 2012 in London. Dort gewann er die Goldmedaille, mit einem knappen 1:0-Sieg im Finale über den Spanier Nicolás García und damit die erste in dieser Sportart in der argentinischen Sportgeschichte. Zudem ist er der erste argentinische Olympiasieger seit 64 Jahren in einer Individualsportart.
Crismanich studiert in Córdoba Agrarwissenschaften. Auch sein Bruder Mauro ist ein erfolgreicher Taekwondoin.